# Triple saut
Le triple saut  est une épreuve d'athlétisme consistant à couvrir la plus longue distance possible en sautant à partir d'une marque fixe, après une course d'élan, et en exécutant une séquence de trois sauts. L'IAAF définit la discipline comme tel : « 1. Le triple saut consiste en un saut à cloche-pied, une enjambée et un saut, effectués dans cet ordre. 2. Le saut s’effectuera de telle sorte que l'athlète retombe d’abord sur le pied avec lequel il a pris son appel, puis au deuxième saut, sur l'autre
pied, à partir duquel le saut est terminé ».

## Technique
Tout comme le saut en longueur, les athlètes ont une course d'élan pour gagner de la vitesse et prennent leur impulsion avant une planche (située à 13, 11, 9 ou 7 mètres du sable, selon le niveau, la catégorie et le sexe). Au terme du dernier saut, ils atterrissent dans du sable pour amortir leur chute. Les trois bonds successifs exécutés sont : un cloche pied, une foulée bondissante et un saut en longueur (ramené).
Un sauteur de type force optera pour un cloche pied très long (38 % du saut), une foulée bondissante plus petite (30 %) et un ramené (32 %), intermédiaire entre les deux premiers sauts. Un sauteur de type vitesse optera pour un cloche pied court et rasant (34 %), qui permet de conserver la vitesse initiale, une foulée bondissante (30 %) et un ramené plus grand que les sauts précédents.

## Histoire

### Dans l'antiquité
Le triple saut n'est pas attesté dans les jeux sportifs antiques ou les Jeux olympiques antiques (mais les sources sont limitées). Le saut en longueur faisait partie du pentathlon. Certains commentateurs ont crû voir une trace d'un triple saut par les performances de Phaÿllus de Crotone et Chionis de Sparte, ayant réalisé des sauts de 15-16 mètres, ce qui est considéré comme très improbable pour un saut, même avec les haltères antiques (en) mais correspondent à des performances de triple saut. On justifie l'existence de la discipline en interprétant un passage relevé par Immanuel Bekker (Anecdota Graeca, 224) même s'il semble qu'il y eut des confusions grammaticales avec les termes utilisés. Il y eut une supposition comme étant les résultats additionnés de trois sauts en longueur,. Mais il semble que les résultats retranscrits pour Chionis, souffrent d'une transmission manuscrite corrompue et pour Phaÿllus, son exploit provient d'une épigramme humoristique tardive,.

### Hommes
Le triple saut était déjà pratiqué avant les Jeux olympiques avec des performances homologuées en 1884.

#### Débuts olympiques
Le triple saut est représenté aux Jeux olympiques modernes depuis leur première célébration en 1896.
À l'origine le triple saut se compose de deux cloches-pied puis d'un saut. Les Irlandais, qui ont développé cette discipline, remarquent que l'on va plus loin avec un bond sur la jambe d'appel plutôt que sur l'autre, et qu'ainsi le « hop, step and jump » qui existe aujourd'hui est plus efficace que le triple bond simple. Le triple saut est toutefois longtemps resté une discipline délaissée. La NCAA qui régit les compétitions universitaires américaines ne l'officialisera qu'en 1962. Ces jugements permettent à un autre pays, le Japon, de dominer jusqu'à la fin des années 1930 les podiums et records internationaux. Sur le plan technique, le découpage des sauts explique à lui seul l'évolution de la discipline. Lors du record du monde établi par Mikio Oda en 1931 avec une performance de 15,58 m, le saut se détaille ainsi : 6,50 m au premier bond, 3,56 m au deuxième et 5,52 m au dernier. Cela montre que le premier saut est maximisé, au détriment des sauts suivants. Son successeur, Chuhei Nambu, également japonais, sera le seul à détenir à la fois le record du monde du saut en longueur et du triple saut.

#### Une discipline souvent négligée
Il faut attendre la fin des années 1940 pour qu'un premier champion de légende émerge dans le triple saut. Adhemar da Silva, Brésilien, devient le premier sauteur à plus de 16 mètres. Le découpage de ses sauts montre qu'il privilégiait l'équilibre entre le « hop », le « step » et le « jump ». En témoigne son record à 16,22 m : 6,20 m au premier bond, 4,75 au deuxième et 5,27 au dernier, soit 38 %, 30 % et 32 % de la distance finale. Da Silva saute ensuite à 16,56 m en 1955, certes à Mexico avec une altitude de 2 200 m mais ce saut améliore tout de même de 33 cm le record du monde précédent. Cependant Da Silva comme la plupart des grands sauteurs de l'époque, majoritairement des Soviétiques, effectuent le « hop » très en hauteur et avec une grande puissance. Pour franchir les 17 mètres, une nouvelle technique s'imposait. Joseph Schmidt, double champion olympique en 1960 et en 1964, tente, lui, de conserver au maximum sa vitesse horizontale. Très rapide (10,4 s au 100 m) il ne force pas son hop pour conserver de la vitesse pour le step et le jump. S'ensuit un saut fabuleux à 17,03 m, record battu encore une fois de 33 cm, avec le découpage 5,90 m - 5,02 m - 6,02 m.
L'arrivée des pistes synthétiques à la fin des années 1960 va grandement permettre de faire évoluer les performances. Dans une discipline de bondissements, la qualité d'amortissement et de renvoi des pistes est primordiale. Les nouvelles pistes et l'altitude des jeux de 1968 à Mexico permettent à six concurrents de dépasser 17 mètres et au vainqueur d'établir une nouvelle marque de référence à 17,39 m. Ce saut est l'œuvre de Viktor Saneïev, qui en plus du titre olympique en 1968 obtiendra celui de Munich en 1972 puis de Montréal en 1976. Proche de réaliser une passe de quatre inédite, il terminera 2e en 1980 à seulement 9 cm du vainqueur. Saneïev va donc dominer la discipline pendant une décennie. Dans la ville de Mexico qui a connu 14 records du monde dans cette discipline en 25 ans, l'altitude aidant, le Brésilien João Carlos de Oliveira signe en 1975 un saut de 17,89 m, soit 45 centimètres de mieux que le précédent record.

#### 1986-1988:Khristo Markovau sommet
Après un premier titre de champion d'Europe en 1986, il remporte la médaille d'or du triple saut lors des Championnats du monde d'athlétisme 1987 à Rome avec la marque de 17,92 m. L'année suivante, Markov remporte un nouveau titre international en s'imposant en finale des Jeux olympiques d'été de 1988 à Séoul. Il signe à cette occasion un nouveau record olympique de la discipline en 17,61 m. En 1990, il décroche la médaille d'argent des Championnats d'Europe d'athlétisme de Split.

#### 1990-1995: domination américaine
Kenny Harrison et Mike Conley sont en tête des bilans mondiaux et glanent les médailles d'or aux championnats du monde 1991 et 1993 et Jeux olympiques de 1992 et 1996.

#### Jonathan Edwards: au tournant du siècle et au carrefour de l'histoire
Alors que le triple saut féminin fait seulement son apparition dans les années 1980, ces années sont marquées par l'attente du premier sauteur à 18 mètres. Longtemps attendue et parfois dépassée mais avec un vent trop favorable, c'est finalement Jonathan Edwards qui pulvérisera cette marque. Avec 18,29 m dans le concours magique des mondiaux de Göteborg 1995, Edwards montre par sa fluidité dans le mouvement et son équilibre combien le triple saut a été délaissé à tort. Cette même année et sur le même sautoir, l'Ukrainienne Inessa Kravets « s'envole » à 15,50 m.

#### Christian Olsson puis le grand flou
Christian Olsson est l'un des rares athlètes à avoir remporté au moins une fois tous les titres internationaux existant à son époque : le titre olympique, à Athènes, un titre mondial, à Paris, deux titres européens, les titres mondiaux et européens en salle. Il a remporté la Golden League 2002. Blessé à plusieurs reprises, il décide d'arrêter sa carrière malgré plusieurs tentatives de retour. Depuis, les candidats aux places d'honneur et les médaillés sont multiples mais aucun athlète ne domine la discipline dans une compétition qui s'avère toujours très relevée.

### Femmes

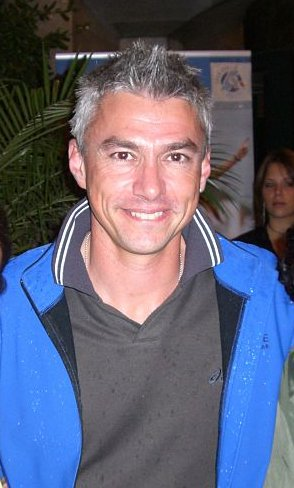
Le Britannique Jonathan Edwards, détenteur du record du monde du triple saut, établit la meilleure performance mondiale de l'année à cinq reprises.

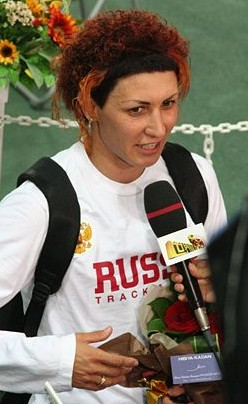
Tatyana Lebedeva

#### De Li Huirong à Inessa Kravets
Le 10 août 1995, en finale des Championnats du monde à Göteborg, Inessa Kravets réalise un triple saut à 15,50 m, améliorant de 41 centimètres le précédent record du monde, détenu par la Russe Anna Biryukova.

#### Tatyana Lebedeva
Championne du monde à trois reprises (2001, 2003 et 2007) et championne d'Europe en 2006, elle a également remporté la Golden League 2005, signant à l'occasion six victoires en six meetings. Elle est l'actuelle détentrice du record du monde en salle du triple saut avec 15,36 m, performance établie en 2004 à Budapest.

## Records

### Records du monde
| Type         | Genre | Performance | Athlète              | Date            | Lieu     |
| ------------ | ----- | ----------- | -------------------- | --------------- | -------- |
| En plein air | M     | 18,29 m     | Jonathan Edwards     | 7 août 1995     | Göteborg |
| En plein air | F     | 15,74 m     | Yulimar Rojas        | 20 mars 2022    | Belgrade |
| En salle     | M     | 18,07 m     | Hugues Fabrice Zango | 16 janvier 2021 | Aubière  |
| En salle     | F     | 15,74 m     | Yulimar Rojas        | 20 mars 2022    | Belgrade |

### Records et championnats
| Compétition                    | Genre | Athlète          | Nationalité | Marque       | Date            | Lieu     |
| ------------------------------ | ----- | ---------------- | ----------- | ------------ | --------------- | -------- |
| Jeux olympiques d'été          | Homme | Kenny Harrison   | États-Unis  | 18,09 m      | 27 juillet 1996 | Atlanta  |
| Championnats du monde          | Homme | Jonathan Edwards | Royaume-Uni | 18,29 m (RM) | 7 août 1995     | Göteborg |
| Championnats du monde en salle | Homme | Teddy Tamgho     | France      | 17,92 m      | 14 mars 2010    | Doha     |
| Jeux olympiques                | Femme | Yulimar Rojas    | Venezuela   | 15,67 m      | 1er août 2021   | Tokyo    |
| Championnats du monde          | Femme | Inessa Kravets   | Ukraine     | 15,50 m      | 10 août 1995    | Göteborg |
| Championnats du monde en salle | Femme | Yulimar Rojas    | Venezuela   | 15,74 m (RM) | 20 mars 2022    | Belgrade |

### Records continentaux
| Continent                    | Athlète              | Marque       | Date            | Lieu     |
| ---------------------------- | -------------------- | ------------ | --------------- | -------- |
| Afrique                      | Fabrice Hugues Zango | 18,07 m      | 16 janvier 2021 | Aubière  |
| Asie                         | Yanxi Li             | 17,59 m      | 26 octobre 2009 | Jinan    |
| Europe                       | Jonathan Edwards     | 18,29 m (RM) | 7 août 1995     | Göteborg |
| Amérique du Nord et centrale | Christian Taylor     | 18,21 m      | 27 août 2015    | Pékin    |
| Océanie                      | Ken Lorraway         | 17,46 m      | 7 août 1982     | Londres  |
| Amérique du Sud              | Jadel Gregório       | 17,90 m      | 20 mai 2007     | Belém    |

| Continent                    | Athlète                | Performance | Date                        | Lieu         |
| ---------------------------- | ---------------------- | ----------- | --------------------------- | ------------ |
| Afrique                      | Françoise Mbango Etone | 15,39 m     | 17 août 2008                | Pékin        |
| Asie                         | Olga Rypakova          | 15,25 m     | 4 septembre 2010            | Split        |
| Europe                       | Inessa Kravets         | 15,50 m     | 10 août 1995                | Göteborg     |
| Amérique du Nord et centrale | Yargelis Savigne       | 15,29 m     | 31 août 2007                | Osaka        |
| Océanie                      | Nicole Mladenis        | 14,04 m     | 9 mars 2002 7 décembre 2003 | Hobart Perth |
| Amérique du Sud              | Yulimar Rojas          | 15,74 m     | 20 mars 2022                | Belgrade     |

## Meilleures performances

### Meilleures performances de l'histoire en plein air
| #  | Marque  | Vent | Athlète              | Lieu         | Date            |
| -- | ------- | ---- | -------------------- | ------------ | --------------- |
| 1  | 18,29 m | 1,3  | Jonathan Edwards     | Göteborg     | 7 août 1995     |
| 2  | 18,21 m | 0,2  | Christian Taylor     | Pékin        | 27 août 2015    |
| 3  | 18,18 m | −0,3 | Jordan Díaz          | Rome         | 11 juin 2024    |
| 4  | 18,14 m | 0,6  | Will Claye           | Long Beach   | 29 juin 2019    |
| 5  | 18,09 m | −0,4 | Kenny Harrison       | Atlanta      | 27 juillet 1996 |
| 6  | 18,08 m | 0,0  | Pedro Pablo Pichardo | La Havane    | 28 mai 2015     |
| 7  | 18,04 m | 0,3  | Teddy Tamgho         | Moscou       | 18 août 2013    |
| 8  | 17,97 m | 1,5  | Willie Banks         | Indianapolis | 16 juin 1985    |
| 9  | 17,92 m | 1,6  | Khristo Markov       | Rome         | 31 août 1987    |
| "  | 17,92 m | 1,9  | James Beckford       | Odessa       | 20 mai 1995     |
| 10 | 17,90 m | 0,4  | Jadel Gregório       | Belém        | 20 mai 2007     |
| "  | 17,90 m | 1,0  | Vladimir Inozemtsev  | Bratislava   | 20 juin 1990    |

| #  | Marque  | Vent     | Athlète                          | Lieu           | Date                          |
| -- | ------- | -------- | -------------------------------- | -------------- | ----------------------------- |
| 1  | 15,67 m | 0,7      | Yulimar Rojas                    | Tokyo          | 1er août 2021                 |
| 2  | 15,50 m | 0,9      | Inessa Kravets                   | Göteborg       | 10 août 1995                  |
| 3  | 15,39 m | 0,5      | Françoise Mbango Etone           | Pékin          | 17 août 2008                  |
| 4  | 15,34 m | −0,5     | Tatyana Lebedeva                 | Héraklion      | 4 juillet 2004                |
| 5  | 15,32 m | 0,9      | Chrysopiyí Devetzí               | Athènes        | 21 août 2004                  |
| 6  | 15,31 m | 0,0      | Caterine Ibargüen                | Monaco         | 18 juillet 2014               |
| 7  | 15,29 m | 0,3      | Yamilé Aldama                    | Rome           | 11 juillet 2003               |
| 8  | 15,28 m | 0,9      | Yargeris Savigne                 | Osaka          | 31 août 2007                  |
| 9  | 15,25 m | 1,7      | Olga Rypakova                    | Split          | 4 septembre 2010              |
| 10 | 15,20 m | 0,0 −0,3 | Šárka Kašpárková Teresa Marinova | Athènes Sydney | 4 août 1997 24 septembre 2000 |

### Meilleures performances de l'histoire en salle
| #  | Marque  | Athlète              | Lieu         | Date            |
| -- | ------- | -------------------- | ------------ | --------------- |
| 1  | 18,07 m | Hugues Fabrice Zango | Aubière      | 16 janvier 2021 |
| 2  | 17,92 m | Teddy Tamgho         | Paris        | 6 mars 2011     |
| 3  | 17,83 m | Aliecer Urrutia      | Sindelfingen | 1er mars 1997   |
| "  | 17,83 m | Christian Olsson     | Budapest     | 7 mars 2004     |
| 5  | 17,80 m | Andy Díaz            | Nankin       | 21 mars 2025    |
| 6  | 17,77 m | Leonid Voloshin      | Grenoble     | 6 février 1994  |
| 7  | 17,76 m | Mike Conley          | New York     | 27 février 1987 |
| 8  | 17,75 m | Phillips Idowu       | Valence      | 9 mars 2008     |
| 9  | 17,74 m | Marian Oprea         | Bucarest     | 18 février 2006 |
| 10 | 17,73 m | Walter Davis         | Moscou       | 12 mars 2006    |
| "  | 17,73 m | Fabrizio Donato      | Paris        | 6 mars 2011     |

| # | Marque  | Athlète                                          | Lieu                    | Date                                       |
| - | ------- | ------------------------------------------------ | ----------------------- | ------------------------------------------ |
| 1 | 15,74 m | Yulimar Rojas                                    | Belgrade                | 20 mars 2022                               |
| 2 | 15,36 m | Tatyana Lebedeva                                 | Budapest                | 6 mars 2004                                |
| 3 | 15,16 m | Ashia Hansen                                     | Valence                 | 28 février 1998                            |
| 4 | 15,14 m | Olga Rypakova                                    | Doha                    | 13 mars 2010                               |
| 5 | 15,08 m | Marija Šestak                                    | Péania                  | 13 février 2008                            |
| 6 | 15,05 m | Yargelis Savigne                                 | Valence                 | 8 mars 2008                                |
| 7 | 15,03 m | Iolanda Chen                                     | Barcelone               | 11 mars 1995                               |
| 8 | 15,01 m | Inna Lasovskaya                                  | Paris                   | 8 mars 1997                                |
| 9 | 14,94 m | Iva Prandzheva Cristina Nicolau Oksana Udmurtova | Maebashi Bucarest Tartu | 7 mars 1999 5 février 2000 20 février 2008 |

### Autres performances
| #  | Marque  | Vent | Athlète              | Lieu       | Date            | Conditions   |
| -- | ------- | ---- | -------------------- | ---------- | --------------- | ------------ |
| 1  | 18,29 m | 1,3  | Jonathan Edwards     | Göteborg   | 7 août 1995     | En plein air |
| 2  | 18,21 m | 0,2  | Christian Taylor     | Pékin      | 27 août 2015    | En plein air |
| 3  | 18,18 m | −0,3 | Jordan Díaz          | Rome       | 11 juin 2024    | En plein air |
| 4  | 18,16m  |      | Jonathan Edwards     | Göteborg   | 7 août 1995     | En plein air |
| 5  | 18,14 m | 0,6  | Will Claye           | Long Beach | 29 juin 2019    | En plein air |
| 6  | 18,11 m | 0,8  | Christian Taylor     | Eugene     | 27 mai 2017     | En plein air |
| 7  | 18,09 m | −0,4 | Kenny Harrison       | Atlanta    | 27 juillet 1996 | En plein air |
| 8  | 18,08 m | 0,0  | Pedro Pablo Pichardo | La Havane  | 28 mai 2015     | En plein air |
| 9  | 18,07 m |      | Hugues Fabrice Zango | Aubière    | 16 janvier 2021 | En salle     |
| 10 | 18,06 m | 0,8  | Pedro Pablo Pichardo | Doha       | 15 mai 2015     | En plein air |
| "  | 18,06 m | 1,1  | Christian Taylor     | Lausanne   | 9 juillet 2015  | En plein air |

| # | Marque  | Vent | Athlète          | Lieu              | Date            |
| - | ------- | ---- | ---------------- | ----------------- | --------------- |
| 1 | 18,43 m | 2,4  | Jonathan Edwards | Villeneuve-d'Ascq | 25 juin 1995    |
| 2 | 18,39 m | 2,4  | Jonathan Edwards | Villeneuve-d'Ascq | 25 juin 1995    |
| 3 | 18,20 m | 5,2  | Willie Banks     | Indianapolis      | 16 juillet 1988 |
| 4 | 18,17 m | 2,1  | Mike Conley      | Barcelone         | 3 août 1992     |
| 5 | 18,05 m | 2,4  | Will Claye       | Eugene            | 27 mai 2017     |
| 6 | 18,01 m | 3,7  | Kenny Harrison   | Atlanta           | 15 juin 1996    |

### Meilleures performances mondiales de l'année
| Année | Marque | Athlète                 | Nationalité      | Lieu           |
| ----- | ------ | ----------------------- | ---------------- | -------------- |
| 1970  | 17,34  | Viktor Saneïev          | Union soviétique | Soukhoumi      |
| 1971  | 17,40  | Pedro Pérez             | Cuba             | Cali           |
| 1972  | 17,44  | Viktor Saneïev          | Union soviétique | Soukhoumi      |
| 1973  | 17,20  | Mikhail Bariban         | Union soviétique | Moscou         |
| 1974  | 17,23  | Viktor Saneïev          | Union soviétique | Rome           |
| 1975  | 17,89  | João Carlos de Oliveira | Brésil           | Mexico         |
| 1976  | 17,38  | João Carlos de Oliveira | Brésil           | Rio de Janeiro |
| 1977  | 17,19  | Ron Livers              | États-Unis       | Sotchi         |
| 1978  | 17,44  | João Carlos de Oliveira | Brésil           | Bratislava     |
| 1979  | 17,27  | João Carlos de Oliveira | Brésil           | San Juan       |
| 1980  | 17,35  | Jaak Uudmäe             | Union soviétique | Moscou         |
| 1981  | 17,56  | Willie Banks            | États-Unis       | Sacramento     |
| 1982  | 17,57  | Keith Connor            | Royaume-Uni      | Provo          |
| 1983  | 17,55  | Vasiliy Grishchenkov    | Union soviétique | Moscou         |
| 1984  | 17,46  | Oleg Protsenko          | Union soviétique | Moscou         |
| 1985  | 17,97  | Willie Banks            | États-Unis       | Indianapolis   |
| 1986  | 17,80  | Khristo Markov          | Bulgarie         | Budapest       |
| 1987  | 17,92  | Khristo Markov          | Bulgarie         | Rome           |
| 1988  | 17,77  | Khristo Markov          | Bulgarie         | Sofia          |
| 1989  | 17,62  | Vladimir Inozemtsev     | Union soviétique | Gorki          |
| 1990  | 17,93  | Kenny Harrison          | États-Unis       | Stockholm      |
| 1991  | 17,78  | Kenny Harrison          | États-Unis       | Tokyo          |
| 1992  | 17,72  | Mike Conley             | États-Unis       | Zurich         |
| 1993  | 17,86  | Mike Conley             | États-Unis       | Stuttgart      |
| 1994  | 17,68  | Mike Conley             | États-Unis       | Paris          |
| 1995  | 18,29  | Jonathan Edwards        | Royaume-Uni      | Göteborg       |
| 1996  | 18,09  | Kenny Harrison          | États-Unis       | Atlanta        |
| 1997  | 17,85  | Yoelbi Quesada          | Cuba             | Athènes        |
| 1998  | 18,01  | Jonathan Edwards        | Royaume-Uni      | Oslo           |
| 1999  | 17,59  | Charles Friedek         | Allemagne        | Séville        |
| 2000  | 17,71  | Jonathan Edwards        | Royaume-Uni      | Sydney         |
| 2001  | 17,92  | Jonathan Edwards        | Royaume-Uni      | Edmonton       |
| 2002  | 17,86  | Jonathan Edwards        | Royaume-Uni      | Manchester     |
| 2003  | 17,77  | Christian Olsson        | Suède            | La Canée       |
| 2004  | 17,79  | Christian Olsson        | Suède            | Athènes        |
| 2005  | 17,81  | Marian Oprea            | Roumanie         | Lausanne       |
| 2006  | 17,71  | Walter Davis            | États-Unis       | Indianapolis   |
| 2007  | 17,90  | Jadel Gregório          | Brésil           | Belém          |
| 2008  | 17,67  | Nelson Évora            | Portugal         | Pékin          |
| 2009  | 17,73  | Phillips Idowu          | Royaume-Uni      | Berlin         |
| 2010  | 17,98  | Teddy Tamgho            | France           | New York       |
| 2011  | 17,96  | Christian Taylor        | États-Unis       | Daegu          |
| 2012  | 17,81  | Christian Taylor        | États-Unis       | Londres        |
| 2013  | 18,04  | Teddy Tamgho            | France           | Moscou         |
| 2014  | 17,76  | Pedro Pablo Pichardo    | Cuba             | La Havane      |
| 2015  | 18,21  | Christian Taylor        | États-Unis       | Pékin          |
| 2016  | 17,86  | Christian Taylor        | États-Unis       | Rio de Janeiro |
| 2017  | 18,11  | Christian Taylor        | États-Unis       | Eugene         |
| 2018  | 17,95  | Pedro Pablo Pichardo    | Portugal         | Doha           |
| 2019  | 18,14  | Will Claye              | États-Unis       | Long Beach     |
| 2020  | 17,57  | Christian Taylor        | États-Unis       | Berlin         |
| 2021  | 17,98  | Pedro Pablo Pichardo    | Portugal         | Tokyo          |
| 2022  | 17,95  | Pedro Pablo Pichardo    | Portugal         | Eugene         |
| 2023  | 17,87  | Jaydon Hibbert          | Jamaïque         | Baton Rouge    |
| 2024  | 18,18  | Jordan Díaz             | Espagne          | Rome           |

| Année | Marque | Athlète                            | Nationalité      | Lieu               |
| ----- | ------ | ---------------------------------- | ---------------- | ------------------ |
| 1986  | 13,68  | Esmeralda García                   | Brésil           | Indianapolis       |
| 1987  | 14,04  | Li Huirong                         | Chine            | Hamamatsu          |
| 1988  | 14,16  | Li Huirong                         | Chine            | Shijiazhuang       |
| 1989  | 14,52  | Galina Chistyakova                 | Union soviétique | Stockholm          |
| 1990  | 14,54  | Li Huirong                         | Chine            | Sapporo            |
| 1991  | 14,95  | Inessa Kravets                     | Union soviétique | Moscou             |
| 1992  | 14,62  | Galina Chistyakova                 | Russie           | Villeneuve-d'Ascq  |
| 1993  | 15,09  | Anna Biryukova                     | Russie           | Stuttgart          |
| 1994  | 14,98  | Sofiya Bozhanova                   | Bulgarie         | Stara Zagora       |
| 1995  | 15,50  | Inessa Kravets                     | Ukraine          | Göteborg           |
| 1996  | 15,33  | Inessa Kravets                     | Ukraine          | Sacramento         |
| 1997  | 15,20  | Šárka Kašpárková                   | Tchéquie         | Athènes            |
| 1998  | 15,12  | Iva Prandzheva                     | Bulgarie         | Tokyo              |
| 1999  | 15,07  | Paraskeví Tsiamíta                 | Grèce            | Séville            |
| 2000  | 15,32  | Tatyana Lebedeva                   | Russie           | Yokohama           |
| 2001  | 15,25  | Tatyana Lebedeva                   | Russie           | Edmonton           |
| 2002  | 14,95  | Françoise Mbango Etone             | Cameroun         | Radès              |
| 2003  | 15,29  | Yamilé Aldama                      | Cuba             | Rome               |
| 2004  | 15,34  | Tatyana Lebedeva                   | Russie           | Héraklion          |
| 2005  | 15,11  | Tatyana Lebedeva Trecia Smith      | Russie Jamaïque  | Paris Helsinki     |
| 2006  | 15,23  | Tatyana Lebedeva                   | Russie           | Athènes            |
| 2007  | 15,28  | Yargelis Savigne                   | Cuba             | Osaka              |
| 2008  | 15,39  | Françoise Mbango Etone             | Cameroun         | Pékin              |
| 2009  | 15,14  | Nadezhda Alekhina                  | Russie           | Tcheboksary        |
| 2010  | 15,25  | Olga Rypakova                      | Kazakhstan       | Split              |
| 2011  | 14,99  | Yargeris Savigne Caterine Ibargüen | Cuba Colombie    | Saint-Denis Bogota |
| 2012  | 14,99  | Olha Saladukha                     | Ukraine          | Helsinki           |
| 2013  | 14,85  | Olha Saladukha Caterine Ibargüen   | Ukraine Colombie | Eugene Moscou      |
| 2014  | 15,31  | Caterine Ibargüen                  | Colombie         | Monaco             |
| 2015  | 14,90  | Caterine Ibargüen                  | Colombie         | Pékin              |
| 2016  | 15,17  | Caterine Ibargüen                  | Colombie         | Rio de Janeiro     |
| 2017  | 14,96  | Yulimar Rojas                      | Venezuela        | Andújar            |
| 2018  | 14,96  | Caterine Ibargüen                  | Colombie         | Rabat              |
| 2019  | 15,41  | Yulimar Rojas                      | Venezuela        | Andujar            |
| 2020  | 14,71  | Yulimar Rojas                      | Venezuela        | Castellón          |
| 2021  | 15,67  | Yulimar Rojas                      | Venezuela        | Tokyo              |
| 2022  | 15,74  | Yulimar Rojas                      | Venezuela        | Belgrade           |
| 2023  | 15,35  | Yulimar Rojas                      | Venezuela        | Eugene             |
| 2024  | 15,02  | Thea LaFond                        | Dominique        | Paris              |

## Palmarès olympique et mondial
| Compétition   | Hommes               | Femmes                 |
| ------------- | -------------------- | ---------------------- |
| Jeux 1896     | James Connolly       |                        |
| Jeux 1900     | Meyer Prinstein      |                        |
| Jeux 1904     | Meyer Prinstein      |                        |
| Jeux 1908     | Tim Ahearne          |                        |
| Jeux 1912     | Gustaf Lindblom      |                        |
| Jeux 1920     | Vilho Tuulos         |                        |
| Jeux 1924     | Nick Winter          |                        |
| Jeux 1928     | Mikio Oda            |                        |
| Jeux 1932     | Chūhei Nanbu         |                        |
| Jeux 1936     | Naoto Tajima         |                        |
| Jeux 1948     | Arne Åhman           |                        |
| Jeux 1952     | Adhemar da Silva     |                        |
| Jeux 1956     | Adhemar da Silva     |                        |
| Jeux 1960     | Józef Szmidt         |                        |
| Jeux 1964     | Józef Szmidt         |                        |
| Jeux 1968     | Viktor Saneïev       |                        |
| Jeux 1972     | Viktor Saneïev       |                        |
| Jeux 1976     | Viktor Saneïev       |                        |
| Jeux 1980     | Jaak Uudmäe          |                        |
| Mondiaux 1983 | Zdzisław Hoffmann    |                        |
| Jeux 1984     | Al Joyner            |                        |
| Mondiaux 1987 | Khristo Markov       |                        |
| Jeux 1988     | Khristo Markov       |                        |
| Mondiaux 1991 | Kenny Harrison       |                        |
| Jeux 1992     | Mike Conley          |                        |
| Mondiaux 1993 | Mike Conley          | Anna Biryukova         |
| Mondiaux 1995 | Jonathan Edwards     | Inessa Kravets         |
| Jeux 1996     | Kenny Harrison       | Inessa Kravets         |
| Mondiaux 1997 | Yoelbi Quesada       | Šárka Kašpárková       |
| Mondiaux 1999 | Charles Friedek      | Paraskeví Tsiamíta     |
| Jeux 2000     | Jonathan Edwards     | Teresa Marinova        |
| Mondiaux 2001 | Jonathan Edwards     | Tatyana Lebedeva       |
| Mondiaux 2003 | Christian Olsson     | Tatyana Lebedeva       |
| Jeux 2004     | Christian Olsson     | Françoise Mbango Etone |
| Mondiaux 2005 | Walter Davis         | Trecia Smith           |
| Mondiaux 2007 | Nelson Évora         | Yargelis Savigne       |
| Jeux 2008     | Nelson Évora         | Françoise Mbango Etone |
| Mondiaux 2009 | Phillips Idowu       | Yargelis Savigne       |
| Mondiaux 2011 | Christian Taylor     | Olha Saladukha         |
| Jeux 2012     | Christian Taylor     | Olga Rypakova          |
| Mondiaux 2013 | Teddy Tamgho         | Caterine Ibargüen      |
| Mondiaux 2015 | Christian Taylor     | Caterine Ibargüen      |
| Jeux 2016     | Christian Taylor     | Caterine Ibargüen      |
| Mondiaux 2017 | Christian Taylor     | Yulimar Rojas          |
| Mondiaux 2019 | Christian Taylor     | Yulimar Rojas          |
| Jeux 2020     | Pedro Pichardo       | Yulimar Rojas          |
| Mondiaux 2022 | Pedro Pichardo       | Yulimar Rojas          |
| Mondiaux 2023 | Hugues Fabrice Zango | Yulimar Rojas          |
| Jeux 2024     | Jordan Díaz          | Thea LaFond            |